# گئورگی کئورکوف
گئورگی استپانی کئرکوف (ارمنی: Գեորգի Ստեփանի Կևորկով؛  ۱۰ مارس ۱۹۵۵ – ۱ مارس ۲۰۲۱) یک بازیگر و کارگردان اهل ارمنستان بود. وی بین سال‌های - تا - میلادی فعالیت می‌کرد.

## زندگی‌نامه
وی در ۱۰ مارس ۱۹۵۵ ‏در ایروان به دنیا آمد و از انستیتو دولتی هنری و نمایشی ایروان فارغ‌التحصیل شد. وی همچنین برندهٔ جوایزی همچون چهره هنری شایسته جمهوری ارمنستان (۲۰۱۶) شده است. وی در ۱ مارس ۲۰۲۱ در سن ۶۵ سالگی در ایروان درگذشت. 